# Tripterospermum
Tripterospermum es un género  de plantas con flores perteneciente a la familia Gentianaceae.  Comprende 43 especies descritas y de estas, solo 21 aceptadas.

## Taxonomía
El género fue descrito por  Carl Ludwig Blume y publicado en Bijdragen tot de flora van Nederlandsch Indië 849. 1826.

## Especies seleccionadas
- Tripterospermum affine
- Tripterospermum alutaceofolium
- Tripterospermum angustatum
- Tripterospermum australe
- Tripterospermum brevilobum
- Tripterospermum bulleyanum
- Tripterospermum trinerve